# 克里桑特斯神父
威廉默斯·埃赫贝特斯·安东尼厄斯·扬森（荷蘭語：Wilhelmus Egbertus Antonius Janssen；1905年9月1日—1972年5月4日）是一位荷兰蜘蛛学家和方濟嘉布遣會修士，也称为克里桑特斯神父（Father Chrysanthus），专攻荷兰与新幾內亞的蜘蛛。